# Distichodontidae
Distichodontidae é uma família de peixes actinopterígeos pertencentes à ordem Characiformes.

## Géneros
Belonophago

Congocharax

Distichodus

Dundocharax

Eugnathichthys

Hemigrammocharax

Hemistichodus

Ichthyborus

Mesoborus

Microstomatichthyoborus

Nannaethiops

Nannocharax

Neolebias

Paradistichodus

Paraphago

Phago

Xenocharax